# بن ویدر
بنجامین «بن» ویدر (۱۹۲۳–۲۰۰۸) یکی از مؤسسین فدراسیون جهانی پرورش اندام به همراه برادرش جو ویدر بود. وی تاجری کانادایی از مونترال بود که در دو عرصه پرورش اندام و تاریخ ناپلئونی شهره است.

## تولد
او در مونترال به دنیا آمد، در یک خانواهده یهودی لهستانی که از لهستان مهاجرت کرده بودند. بن ویدر در جنگ جهانی دوم در ارتش کانادا خدمت سربازی را گذراند.
در عرصه پرورش اندام، وی شرکتی را با نام خود راه‌اندازی کرد که لوازم فیتنس و بدنسازی عرضه می‌کرد. او تا سال ۲۰۰۶ رئیس ifbb بود تا زمانیکه بازنشستگی اش را اعلام کرد.
بن ویدر از مدافعان سرسخت نظریه‌ای بود که مرگ ناپلئون را به یکی از همراهانش در زمان تبعید او نسبت می‌دهد. او در نوشتن کتابهای زیادی در این باره همکاری کرده‌است. از جمله قتل در سنت هلنا و قتل ناپلئون به همراه دیوید هاپگود. ویدر مؤسس جامعه جهانی ناپلئونی بود که ریاست آن را بر عهده داشت و مقالات پرشماری برای این سازمان نوشت.

## افتخارات
در سال ۱۹۷۵ او به عضویت آردر آو کانادا در آمد و در سال ۲۰۰۶ به افسری در این جامعه ارتقاء یافت. در سال ۲۰۰۰ او نشان افتخار لژیون را که بالاترین افتخار کشور بوده و توسط خود ناپلئون پایه گذاشته شده بود را دریافت کرد. همچنین ویدر یکی از نامزدان جایزه صلح نوبل در ۱۹۸۴ و از اعضای تالار مشهورین کبک بود. مؤسسه مطالعات ناپلئونی و انقلاب فرانسه در دانشگاه فلوریدا اخیراً یک کرسی استادی به نام وی در دانشگاه ایجاد کرده‌است. همچنین وی دارای چندین مدرک دکترای افتخاری بود. در مجموع بن بیش از ۶۶ جایزه و افتخارات در طول زندگی اش دریافت کرد.
در سال ۲۰۰۸ او جایزه مادام العمر رقابت‌های آرنولد کلاسیک را در بیستمین سالگرد آن دریافت کرد که تنها هشت بار در طول تاریخ این رقابت اهدا شده بود. در سال ۲۰۰۶ او برخلاف انتظار از ریاست IFBB بازنشسته شد.
بن صاحب یکی از گسترده‌ترین کلکسیونهای خاطرات ناپلئون بود، شامل یکی از کلاه‌های بیکورن که ناپلئون در خلال حمله به روسیه در سال ۱۸۱۲ بر سر می‌گذاشت و امروزه فقط ۱۲ عدد از آن موجود است. بن ویدر سه هفته پیش از مرگش تمام مجموعه اش از مصنوعات ارزشمند ناپلئونی اش را به موزه فاین آرت مونترال اهدا کرد.